# Biatlonový stadion Oberhof
Biatlonový stadion Oberhof, současným názvem Lotto Thüringen Arena am Rennsteig, je lyžařské středisko v Německu. Nachází se  nedaleko Oberhofu v pohoří Durynský les. 
V středisku se konají závody v běhu na lyžích a severské kombinaci, ale známější je pořádáním biatlonových soutěží. Pravidelně zde probíhají závody světového poháru a v roce 2004 se zde konalo Mistrovství světa v biatlonu.
Středisko bylo postaveno v roce 1982 a přestavěno v letech 2001–2003. Další přestavba probíhala v letech 2019–2022 před mistrovstvím světa konaném na rok 2023.
Ve východní části areálu se nachází chlazená krytá běžecká dráha s menší střelnicí, kde je možné trénovat biatlon i během letních měsíců.